# 北の大火
北の大火（きたのたいか）とは、1909年（明治42年）7月31日から8月1日にかけて大阪府大阪市（キタ）で発生した火事。
大阪市内で発生した明治期における最大の火災であり、天満焼け（てんまやけ）の別称でも知られる
。キタの大火と表記されることもある。空心町で発生した火災は西側に広がり、現在の北区の大半が焼失し、福島区の一部まで焼失した。

## 経過
明治期の大阪市では、数回大火が起こっている。1884年（明治17年）1月9日の東区での大火（本町曲がり焼、1,500戸焼失）、1890年（明治23年）9月5日には西区（新町焼、2,100戸焼失）、1912年（明治45年）1月16日には南区難波新地（南の大火、5,000戸焼失）などが起こっているが、最大の火事は1909年（明治42年）7月31日に発生したものであった。
7月末の大阪は炎天続きで乾燥しており、発生前日の午前中から市内には強い東の風が吹き続けていた。この強風は当日の未明になっても勢いが衰えなかった。しかも、風力はさらに強くなって吹き止まなかった。
1909年（明治42年）7月31日午前4時ごろ、北区空心町二丁目70番地（現在の大阪市立扇町総合高等学校付近）のメリヤス工場から出火した。この工場では急ぎの仕事を3日ほど前から夜通しで行っていたが、その最中にランプを誤って落とし、それが火元となった。出火時、水道は断水していた。当時、水道はまだ不完全なものであって、夏季はしばしば夜間断水しており、出火した7月31日未明も断水していた。やむなく火元付近の住民はバケツに井戸水を汲んで消火を試みたものの、とてもおよばなかった。なお出火後あわてて送水を始めたものの、出火場所の空心町周辺はそもそも水道管が細く、消火用の水を十分に供給することが出来なかった。
火は西南の方向に燃え広がり、乾燥と強風によって勢いを増した。午前7時40分ごろに風向きが北東に変わり、岩井町、壺屋町は焼き尽くされた。午前8時30分には此花町二丁目、午前9時に七夕池の長屋、河内町の大半が焼け、午前10時には大工町から大阪天満宮（天満天神）の裏門に火の手が広がった。付近の寄席などを焼いて天満座（歌舞伎）にも延焼したが、警察署から急行した消防隊の尽力によって一時的に火勢を弱めた。午前10時50分、火は天満南森町郵便局に達し、同郵便局は焼失した。焼失の前、同郵便局は万一の場合を考えてすべての郵便物を取りまとめ、寺町橋の東詰めにある明福寺に避難してそこで直ちに郵便事務を開始した。同郵便局の延焼後は電信・電話業務を木幡町の西堀川尋常小学校で取り扱うことにしていたが、火はすでに堀川を飛び越して西岸に燃え広がっていたため実施に至ることがなく、同郵便局が所管する郵便ポストにもかなりの被害が出た。
天満天神では、万一拝殿に燃え移るようならどれほどの大火になるかわからないとしてこの火勢を危惧した。かつて1724年（享保9年）に発生した享保の大火（妙知焼け）と1777年（安永6年）12月の大火によって、天神社も罹災していたからであった。そこで天神社の消防夫はすべて建物の屋上に登って濡れたむしろを一面に敷き詰め、さらに放水して火を防ごうと努めた。しかし風下のために放水は屋上まで届かず、類焼の危険が増した。そこで宮司以下の神官一同は白衣に白襷姿に着替えた上で神社の神体を唐櫃に納め、天満座への延焼を機に中の島豊国神社に移す準備を済ませた。
消火活動にもかかわらず、火の勢いが衰えを見せなかったことに危機感を抱いた高崎親章大阪府知事は、第4師団に消火活動の応援要請を行った。この応援要請に応じて歩兵第8連隊と歩兵第37連隊、そして大阪砲兵工廠所属の消防隊などが消火活動に当たることになった。天満天神への延焼の可能性が高まる中、歩兵第37連隊から派遣された中隊長一色大尉と歩兵300余名が警戒を続け、第4師団長代理や高崎大阪府知事も駆け付けたところ、午前11時ごろに天満天神は延焼を免れている。
火は天満天神の西側に燃え広がり続けたため、大阪市の各区から集まってきた600名ほどの消防夫は火勢を食い止めるため呉服商万願寺屋とその北にある酒造蔵を第1、第2の食い止め点とした。
北の守りはこの2か所を最後とし、西方は天神橋筋の通り、南では天満天神裏門の通りを守り抜こうとしたものの、風も火も勢いは衰えることなく守りは破られ、正午には堀川の東岸まで延焼した。堀川を第一防火線として火災の拡大を食い止めるべく、堀川橋の西詰めには警察の一隊が火勢を防ぎ、歩兵37連隊の歩兵数十名が橋の東西に位置する人家を破壊した。蒸気ポンプ2台が橋の西詰両端に配置されて破壊された家屋に放水したものの、火と風は近づくこともできないほどで勢いは依然衰えなかった。そこで橋の上に戸板を立てて火を防ごうとしたが、火は堀川に浮かぶ被災者の家財道具を満載した小舟に燃え移り、更に午後0時30分過ぎに火は堀川を飛び越して対岸に積まれていた竹材の山に燃え移った。
火勢は堀川橋西詰南角に燃え移り、伊勢町二丁目に飛び火した。そのため消防隊はやむなく人手を2つに分けざるを得なくなった。堀川橋西詰付近は消火を果たしたものの、伊勢町の火勢は衰えることがなかった。

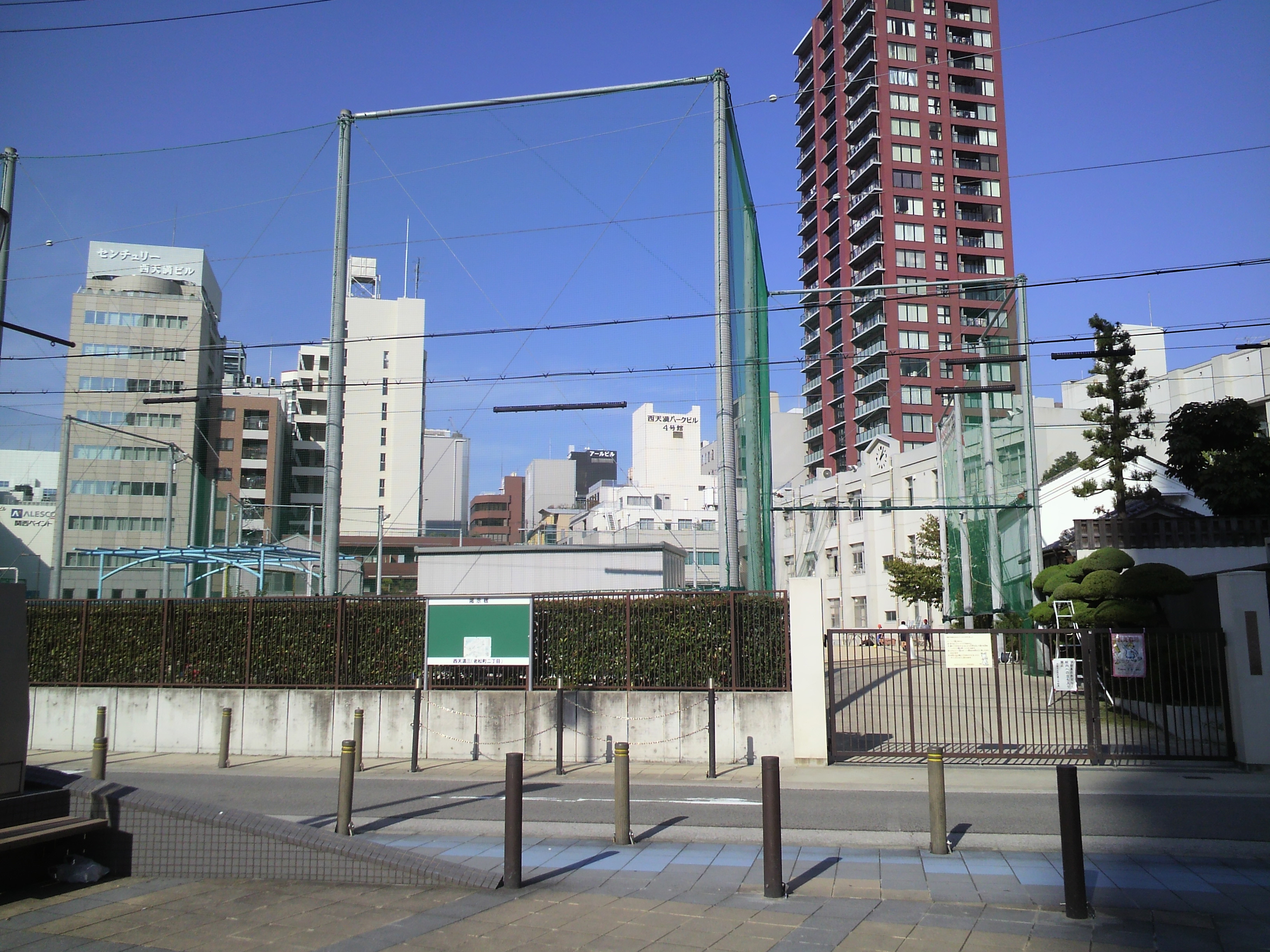
焼失した西天満尋常小学校

木幡町の西天満尋常小学校（現・大阪市立西天満小学校）では、第37連隊が防火の食い止め点として全力で作業にあたっていた。小学校は風下の方角にあたっていたため、火の粉が盛んに運動場の日蓋に飛んできていた。この小学校にも午後3時ごろ延焼したため、第37連隊の三個中隊は主力を学校に集めて消火に努めたが、校舎のすべてが焼き尽くされた。
西天満尋常小学校を焼き尽くした火は木幡町や伊勢町のみりん製造所倉庫に飛び火し、老松町の通りに燃え広がった。火勢は衰えずに当時の繁華街であった一帯を15分ほどで焼き尽くし、なおも西方に燃え広がった。劇場老松座も猛火に包まれ、消火活動の甲斐もなく約20分ほどで全焼した。老松座を焼き尽くした火は南方に向きを転じて、真砂町の通りに達した。風下に当たる裁判所官舎はすぐに延焼し、火はさらに西南方の回生病院まで達した。
被災者たちは当初はめいめい家財道具を抱えながら避難をしていたものが、やがて堂島川の川べりは被災者と持参した荷物で立錐の余地も無くなった。そこに猛火が迫って来たため、被災者たちはもはや家財道具を顧みる余裕は無くなり、身一つで逃げ惑うことになった。堂島川の対岸である中之島から何とか救援の手を差し伸べようとしたものの、堂島川上には家財道具を満載した小舟が多数浮かんでいて救援活動は思うにまかせず、まさに修羅場となった。
消防夫や巡査たちは、早朝の発災から午後3時に至るまで飲まず食わずの上に一瞬の休息もなく消火に努め、疲労が甚だしかった。手を尽くしても衰えない火に午後3時30分、伊豆連隊長と池上四郎警察部長（後の大阪市長）が相談の上で、蜆橋北詰の洋食店から梅田新道沿いに北に向かって老松町の角に至るまでのすべての人家を破壊して、火の手を食い止めることにした。道路幅が広い梅田新道を第二防火線として火災の拡大を食い止めようとしたのである。この作業に3個中隊の兵士が動員され、一気に破壊したものの火の手をとどめることはできなかった。衰えることのない火の勢いを見て、当日午後には第4師団の土屋師団長から高崎大阪府知事に兵士は必要に応じて幾人でも差し出すとの申し出があった。既に投入されていた第37連隊の他に、第8連隊からも1個大隊が応援に駆けつけた。

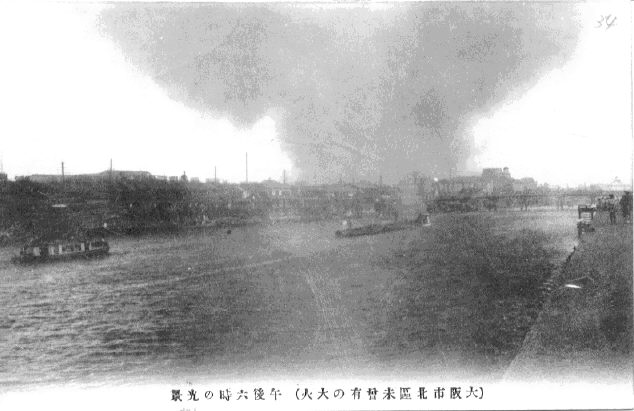
7月31日午後6時の光景

家屋破壊の方針が決すると、高崎大阪府知事は土屋に工兵隊の応援を求めた。土屋は直ちに電報を打ち、高槻の工兵隊の出動を命じ、工兵隊は午後5時ごろ現地に到着して家屋の破壊に当たった。しかし梅田新道の第二防火線も役に立たず、火災の拡大は止まらなかった。そこで出入橋付近の空地と市立大阪高等商業学校前の掘割を第三防火線としたが、火の勢いは衰えることなく延焼が続いた。
なお、梅田新道を第二防火線とした消火活動に際し、陸軍側と大阪市側との間に消火の方針に食い違いが見られた。陸軍側は騎兵、工兵を動員して爆破によって家屋等を大規模に破壊し、延焼を食い止めようと計画したものの、大阪市側は爆破による消火は危険が大きいと許可をしなかった。この食い違いの背景には、近世以来の破壊消火のままであった軍隊と、ポンプによる消火活動に移行しつつあった消防隊との消火に対する方針の違いがあった。
火はほぼ1日燃え続け、第四防火線として福島付近の狭い地域にポンプを集中配備して鎮火に努めることにした。第四防火線で必死の消火活動が行われるころには、これまで東から吹き続けてきた強風が、風向きが南東方向に変わるとともに風速も弱くなってきた。そして日付の変わった8月1日午前5時10分に、福島の中の天神の石垣と下福島一丁目中天神の付近にあった福島紡績の高塀に遮られてようやく鎮火した。同年8月2日付の大阪毎日新聞では「焼失戸数は約二万戸、焼失延長東西一里半、南北の幅員広き処にて十五丁、狭き処にても五丁を下らず、真箇驚天動地の大火なりし」とこの大火を報じた。

## 原因
8月1日、北警察署は火元となったメリヤス工場主とその妻を召喚して事情を聴いた。この工場は工場主夫婦とその母、夫婦の娘の他に泊まりの男工2人、通いの男工2人、同じく通いの女工7人がいた。7月30日の夜は9時まで操業し、竈のそばに石油缶を1個置いてその上に掛けランプをともしていた。この掛けランプは普段工場主の母が火の始末をしていたが、火事の当日は消し忘れていた。工場主も母が消したものと思い込んでいて、確認を怠っていた。
31日の午前3時40分ごろに掛けランプが落下して石油缶に火が移り、その上の棚に置かれていた傘20本に燃え移った。その物音に工場主が目を覚ましたのは午前4時ごろであったが、火の勢いは既に猛烈だった。工場主は狼狽して一度戸外に飛び出したが、再び家に戻って妻と子を助け、2人を東区にある妻の里へ避難させた。そして中二階にいた母を助けて、北区にあった同業者に身柄を預けた。その後工場主は一時行方知れずになっていたが、北署の刑事がその所在を探し当てた。工場主は狼狽のあまり「火元へ往って死ぬ」と言い続けていた。刑事は工場主を回生病院に連れていき、さらには大阪ホテルに移送した。工場主の身柄は、回生病院が焼失した際には偕行社に移されていたという。1909年（明治42年）9月4日、大阪区裁判所は罰金300円の判決を火元のメリヤス工場主に対して言い渡した。
ここまでの被害を出した原因の一つとして、近代都市となった大阪の過密化の急激な進行が挙げられる。過密化によって木造の家屋が密集していたため、出火後は土蔵や鉄筋コンクリート以外の建造物がほとんど焼き尽くされる結果になった。大阪の災害史における最大の火災は、1724年（享保9年）に発生した享保の大火（妙知焼け）とされる。享保の大火では焼失した町が408を数えたが、北の大火では51であった。ただし、享保の大火での焼失戸数が12,200余戸だったのに対して、北の大火での焼失戸数が11,365戸と被害の規模は近いものがあった。
さらに経過の節で触れたとおり、日照りが続いて乾燥しきっていた上に強風が吹き荒れていたことも被害を拡大させる原因となった。しかも出火の際には、水道の断水という不運も重なっていた。
なお、大阪測候所で観測した当日の風力は、発生前の午前3時ごろには北東の風6.5メートル、4時には東の風8.6メートル、5時には9.5メートルであり6時（松ヶ枝町の焼けた時期）は10.6メートル、さらに風は勢いを増して岩井町の焼けた最中（午前7時）は12.7メートル、午前8時に此花町付近に火の手がおよんだ時期が一番激しく13.7メートルであった。その後多少風の勢いは収まって午前9時には12.5メートルとなって漸次弱まっていったが、終日強風が吹き続けていた。この強風の原因は、7月30日から台湾海峡から北に進路をとった低気圧が翌日朝に那覇付近に来たものであるという。

## 避難所の設営、救援体制の構築
火事の規模が拡大していく中で、自宅を焼け出されてしまう被災者が数多く発生した。火災発生後まず大阪市長の山下重威は、北区役所に出張して災害対策の陣頭指揮を執り、2、3ヵ所の料理店に炊き出しを命じ、避難民に供給する業務を開始した。しかし火災は北区役所に延焼したため、その後中之島公会堂を災害対策本部とした。
火災の勢いが収まりを見せない中、7月31日の午前8時半には地域の寺院、小学校を救護所に指定し、その地域の小学校校長を救護所の責任者として市職員を救護所の運営のために派遣することにした。救護所では食事を得られない被災者のために炊き出しを実施したり、商人に食料の調達を命じたりしたが、火災が拡大するにつれて救護所の数も拡大していった。しかし前述のように北区役所の焼失など公的機関の被災によってその対策に人員を取られ、そして市職員自体も被災する事態も相次いだため、避難所運営に携わる人員が著しく不足してしまう。
山下市長は7月31日の午後11時30分に市職員の大動員をかけた。8月1日早朝には助役を総長とする救護団を組織して、被災者の避難所への収容、治療、食糧確保などの業務に当たることになった。7月31日の夜からは支援物資も大阪市に寄せられるようになり、その後も続々と支援の手が差し伸べられるようになった。救護所には大阪市側ばかりではなく、歩兵第8連隊、歩兵第37連隊、大阪衛戍病院といった陸軍の手によっても開設され、軍医などが派遣された。
火災中から開設が始まった収容施設は臨時的なものであったため、1908年（明治41年）3月にペスト流行のために開設されていた、大阪府立木津川隔離所を整備して収容所とすることを決定した。8月16日から17日にかけて、被災者は木津川収容所に移動することになった。木津川収容所では被災者の収容のほか、職業斡旋、寄付金関連の業務を行った。また尋常小学校と幼稚園、療養所も併設された。
北の大火に際して寄せられた義捐金は、総額739341円53銭6厘となった。また明治天皇、皇后からは12,000円が下賜され、侍従を大阪市に被害状況の把握のために派遣した。義捐金は9月28日に行われた火災義捐金処分委員会の決定によって、多額の保険金を受けた人物、高収入者、土地所有者を除き、困窮状態に応じて配分されることになった。また義捐金ばかりではなく、陸軍省から糒、牛肉の缶詰、食塩が救援物資として送られるなど、多くの救援物資が大阪に送られてきた。これら救援物資は義捐金の配分決定後、被災者に配分されることになった。
また警察は火災の最中、そして火災後の被災地に多くの巡査を防犯のために配置した。そのため、北の大火では火災中から火災後の被災地において、窃盗犯を14名逮捕したのみで、火災に絡む犯罪の発生は極めて少なかった。

## 被害

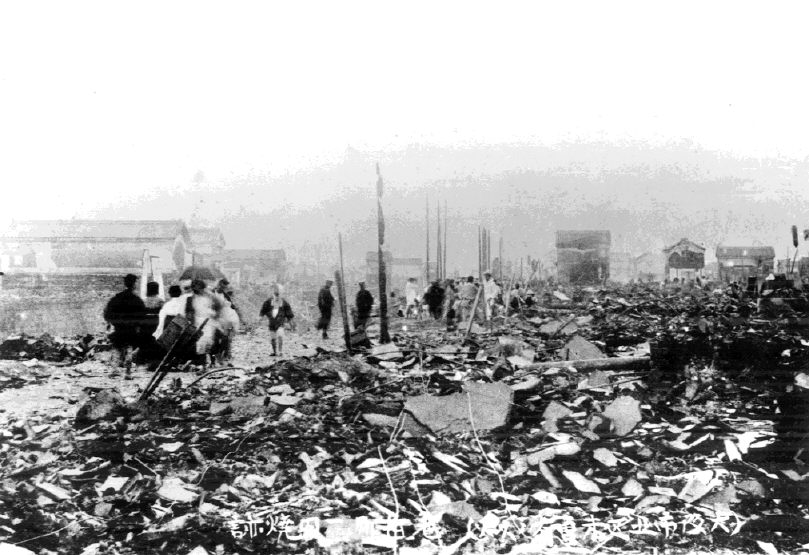
瓦礫となった老松町

この火事による死者は3名、負傷者は689名、罹災者数は43,533名にのぼった。被害総額は、当時の1戸あたりの焼失による平均損害額を基準に推計すると約1,502万4530円となる。この被害は、空襲を除けば明治以降の大阪で最大の規模である。北の大火の特徴のひとつとして、大規模な火災であった割に死者が少なかったことが挙げられる。これは明治時代しばしば大火に見舞われた大阪市では、火災時には住民が迅速に避難するようになっていたためであるとする説がある。
焼失区域は東風にあおられた影響により東西方向に長く、東西約3.4キロメートル、南北は最大で約0.5キロメートル。大阪府内務部の調査によれば、焼失戸数は11,365戸にのぼり、この中には官公庁11か所、学校8か所、銀行4か所、神社4か所、寺院16か所を含む。罹災した主な建物は以下の通り。
- 大阪控訴院
- 大阪地方裁判所
- 北区役所
- 府立大阪一等測候所
- 北警察署
- お初天神
- 大阪米穀取引所
- 大阪日報社
- 前田組本店
- 藤田組本店
- 回生病院
- 西善寺 - 北区。
- 西善寺 - 福島区。
- 福泉寺
- 三光寺
- 光智院

加えて、大江橋、桜橋、蜆橋をはじめとする21の橋が罹災した。

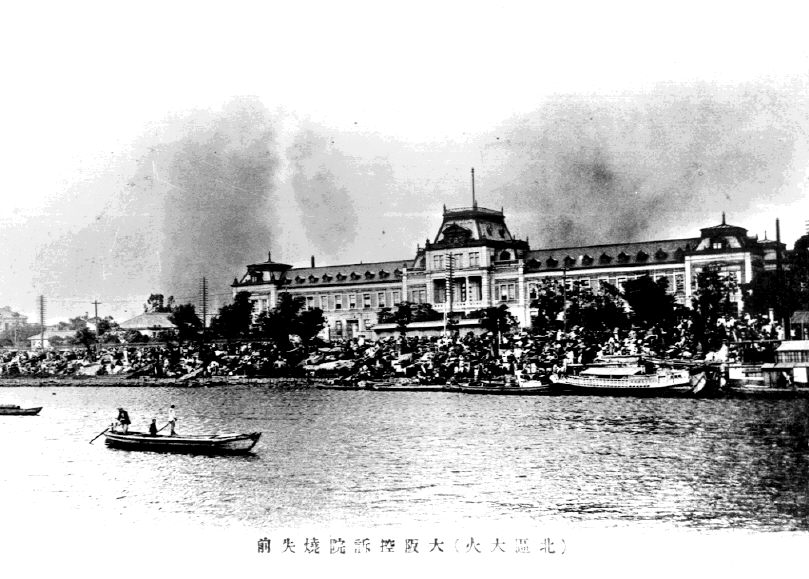
焼失前の大阪控訴院
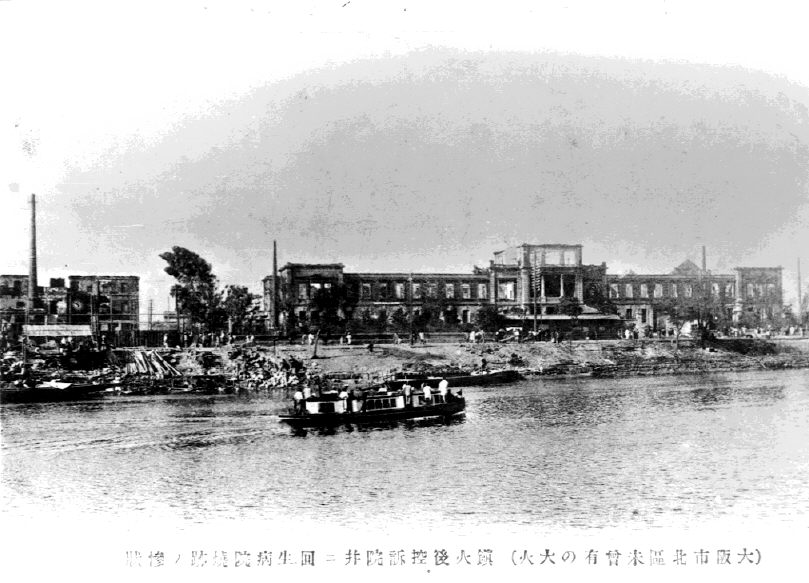
焼失後の回生病院
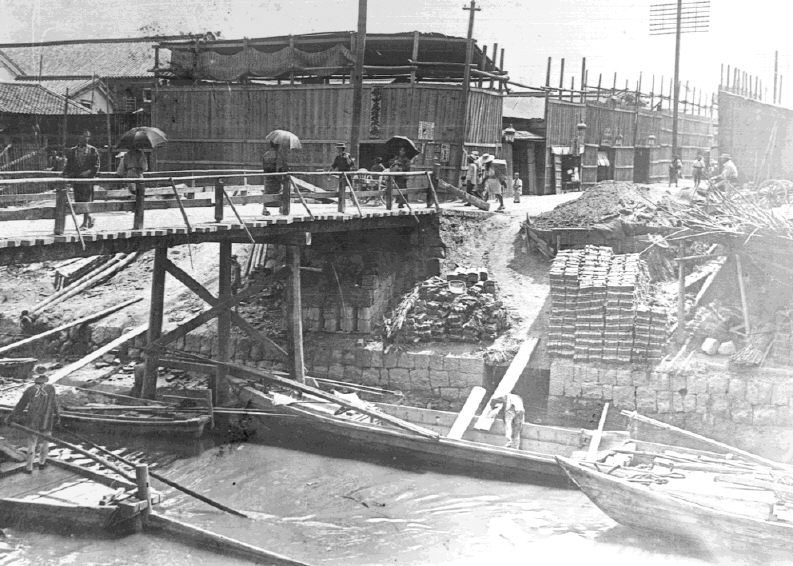
復興中の大阪市街

## 影響
北の大火は被害の大きさもさることながら、焼け跡一帯の再開発や建築取締規則の成立など、様々な影響をその後に与えた。

### 曽根崎川の埋立と東西幹線道路の開設

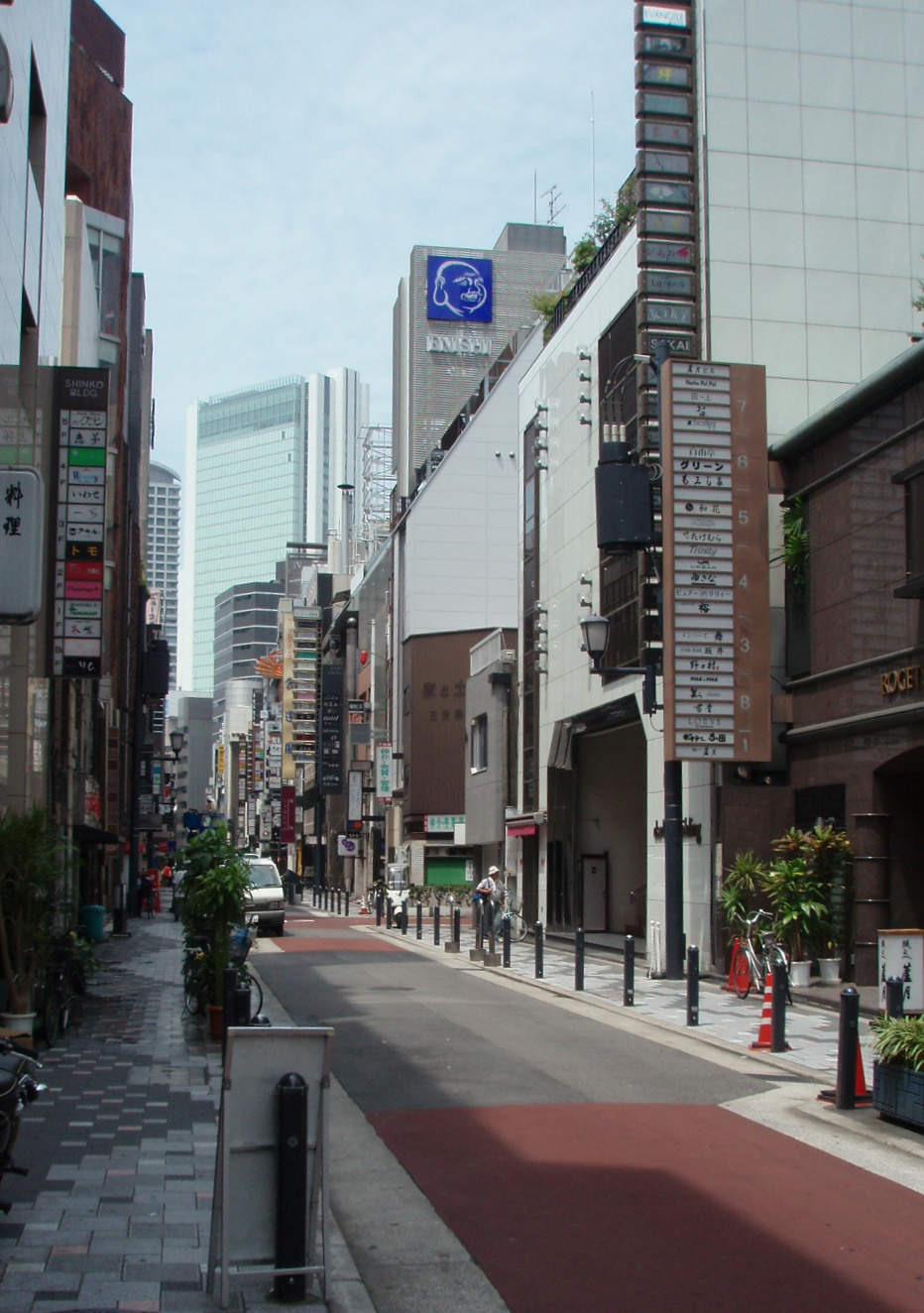
曽根崎川跡にできた新地本通

大火のあと、曾根崎心中で知られる曽根崎川（別名、蜆川）の一部は大火で生じた瓦礫を使って埋め立てられた。その後の大正後期には下流部も埋め立てられ曽根崎川は消滅し、今日では桜橋などの地名として残されており、1976年（昭和51年）に曽根崎川跡の碑が大阪市によって北新地のほぼ中央に建立された。
今回の大火は北大阪一帯を東から西にかけて延焼したため、ここに東西方向の幹線道路が新設されることになった。この道路は後に西は神戸市まで、東は京都市まで延長されることとなり、新設当初は予想されることのなかった大阪で最も重要な幹線道路となり、それまで高麗橋東橋詰めにあった大阪の道路原標は新設された東西方向の幹線道路と梅田新道の交点に移設され、この場所が今日の国道1号の終点、同時に国道2号の起点になった。

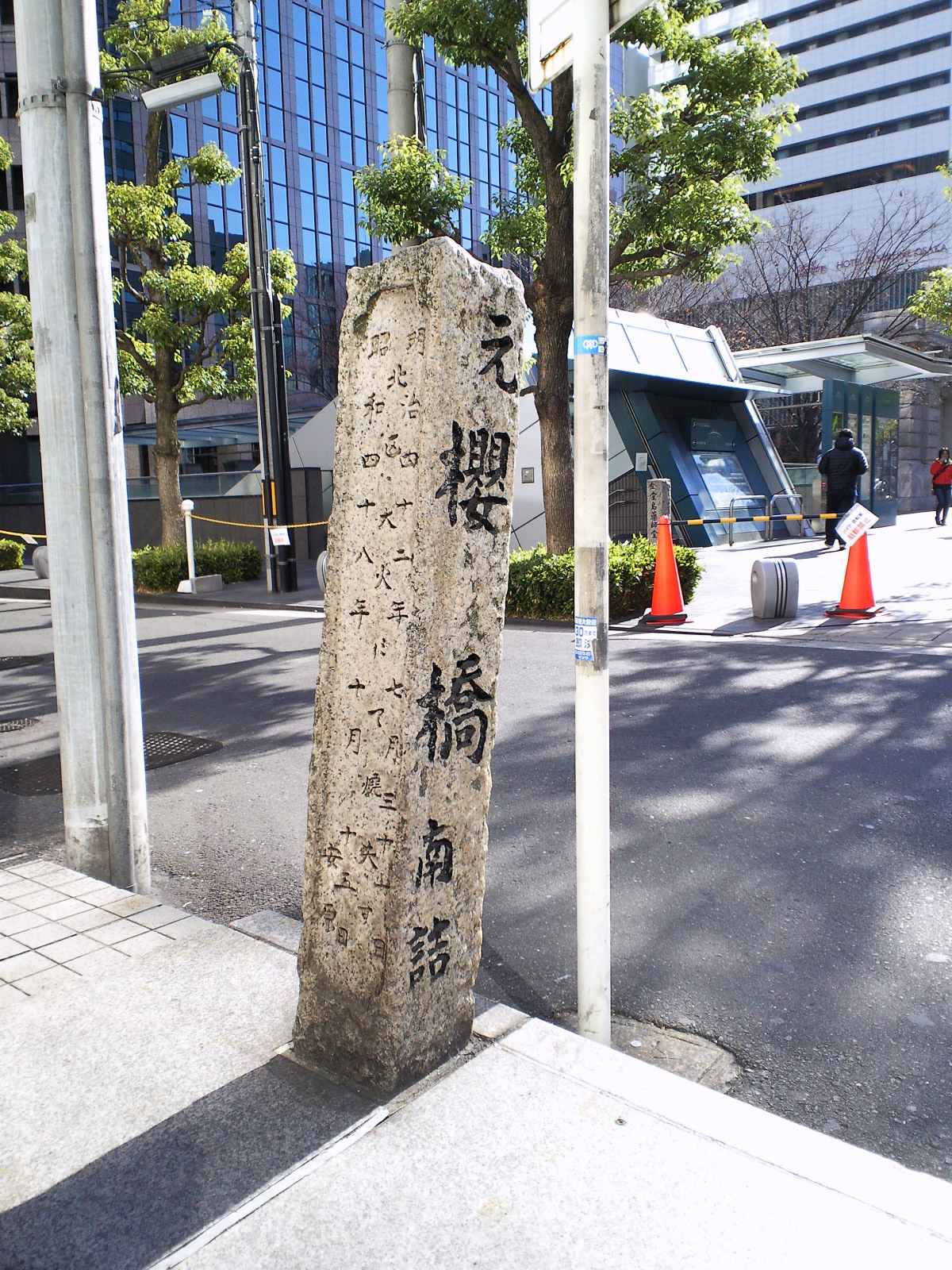
元櫻橋南詰跡の碑

また北の大火で焼失した堂島浜通二丁目の市立大阪高等商業学校跡地には、1912年（明治45年）に大阪市庁舎が建てられた。この堂島の大阪市庁舎は1921年（大正10年）に中之島の現在地に庁舎が移転するまで使用された。

### 大阪電燈と大阪瓦斯
この大火で大阪電燈は1万2千灯の需要を失ったが、これは同社の総需要の6パーセントで経営に大きな痛手となり、同社の地方支店を身売りして復旧に備えなければならなかった。一方、大阪瓦斯は3万戸中2千戸の契約者を失ったが、幸いにも配管が地中に設置されていたため配管の被害を受けることはなかった。
今回の大火の原因が石油ランプを誤って倒しガラス油壺が割れて火の海になったことが知られると、一気に電灯とガスの需要が高まった。特に大阪電燈は半期に4万灯以上の需要増、2年後の1911年（明治44年）末には大火前の2倍強にあたる50万灯に迫る倍増ぶりとなった。北の大火で大きな打撃を被った大阪電燈は結果として大きく業績を伸ばして発展したため、「大電の焼けぶとり」と言われるようになった。

### 建築取締規則の成立
北の大火からわずか半月後の8月18日には「大阪府例 建築取締規則」が発令施行された。88箇条におよぶ規則が半月ほどで作成されるはずがないが、これはここに至るまでに防火の観点とは別の要因があったからである。
明治期の大阪はペストの流行が問題となり、1899年（明治32年）から1901年（明治34年）には157人、1905年（明治38年）から1907年（明治40年）には732人が大阪市内だけでペストによって死亡している。ペスト予防として媒介者であるネズミの駆除対策が急務となり、ネズミ生息の温床となっている建物構造の改善、防鼠を主眼とした取締規則が当時の大阪私立衛生会が中心となって作成され府知事へ建議、府警察部衛生課によって立案されたが、多くの既存建築物に影響を与える規則であるため施行成立は難航した。
ところが北の大火の発生により大阪府は建築取締規則を施行発令されることになった。この法令は、明治期に完備した建築規定が施行されたのは画期的なことであった。

### 消防署の設置
北の大火以前、大阪市の消防は大阪府警察部が消防の指揮、事務を行い、費用は大阪市が負担する形で運営されていた。北の大火は大阪市の消防活動についての課題を浮き彫りにし、消防の抜本的な改革を行うべきとの声が高まった。まず1909年（明治42年）11月、大阪市会は消防士の増員と消防設備充実のための予算措置を決議した。
当時すでに東京市では消防署は独立した組織となっており、1910年（明治43年）3月に政府は勅令「大阪市消防規定」を公布し、4月1日より施行された。「大阪市消防規定」によって消防の経費は大阪府の負担となり、当時の警察の経費と同じく費用の6分の1は国庫補助がついた。そして大阪市には東・西・南・北の4消防署と2つの消防分署が設けられた。消防署は組織的には大阪府警察部に属したが、長として消防専任の警視が置かれ、やはり専任の消防士、消防機関士らを指揮するようになって、消防署は警察署から独立した組織となった。

### 弘済会の成立と救援物資不正による市長の辞任
北の大火に寄せられた義捐金は、被災者への配分後に残余金が生じたが、被災者に限らず困窮者への慈善事業に充てられることが計画された。結局、義捐金の残余金352000円に残余金と同額の市費を加えた資金をもとに慈善事業を行う団体を結成することとなり、平田東助内務大臣に1911年（明治44年）に財団法人弘済会の認可申請が行われた。弘済会は大阪市内で授産所や病院の経営など、その事業を拡大していく。
また救援物資の管理や、被災者に対する配分など使途に疑問が出て、山下市長は責任者を11月29日に更迭した。そして後任者との引継ぎに際して、支援物資の管理や金銭の出納に不明朗な点が数多く見出されたため、改めて支援物資関連の査察を実施した結果、高額な支援物資である白米、衣類などの横流し、虚偽の領収書、請求書を作成するという不正行為が行われていたことが発覚した。この北の大火に寄せられた救援物資に関する大阪市職員による不正行為は大きく報道され、批判の高まりの中、12月25日には山下市長、藤村助役が引責辞任に追い込まれることになった。